# Chroniques de Hainaut

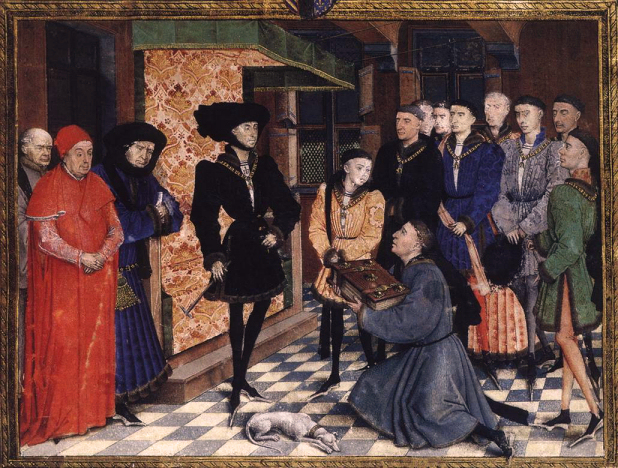
Rogier van der Weyden, opdrachtminiatuur uit de Chroniques de Hainaut.

De Chroniques de Hainaut is een verlucht handschrift uit de 15e eeuw. Het werk verhaalt de geschiedenis van het graafschap Henegouwen tot aan het einde van de veertiende eeuw. Het origineel, de Annales Hannoniæ sive chronica illustrium principum hannoniæ ab initio rerum usque ad annum Christi 1390 werd tussen 1390 en 1396 in het Latijn geschreven door Jacques de Guise. Het werd in opdracht van Filips de Goede tussen 1446 en 1450 vertaald in het Frans door Jean Wauquelin. Wauquelin schrijft in zijn proloog, waarin hij overigens zichzelf niet noemt, dat het initiatief voor de vertaling werd genomen door Simon Nockart, eerste klerk van het baljuwschap van Henegouwen, die gediend had onder Jacoba van Beieren en Willem VI van Holland en door Filips de Goede tot raadsheer was benoemd. Het bestaat uit drie volumes die worden bewaard in de Koninklijke Bibliotheek van België als Ms. 9242, 9243 & 9244 en die sinds 2020 tentoongesteld worden in het KBR Museum.

## Beschrijving
Het werk bestaat uit drie folianten van 425 tot 449 op 312 mm. Ze zijn geschreven in een grote Bourgondische bastarda. Het tekstblok bestaat uit twee kolommen van twee lijnen. Voor de handschriften werd perkament gebruikt en ze bevatten:
- volume I: 296 folia (1+293+2) met 40 miniaturen
- volume II: 301 folia (4+296+1) met 60 miniaturen
- volume III: 264 folia (3+262+1) met 22 miniaturen

## Doel
Als Filips de Goede in maart 1446 opdracht gaf voor de vertaling van het werk, dan was het voornamelijk de bedoeling om zijn rechten op het graafschap Henegouwen historisch te onderbouwen en een dossier op te stellen waarop hij zich zou kunnen beroepen bij de onderhandelingen van 1447-1448 met keizer Frederik III over de koningskroon voor Lotharingen die hij ambieerde. Filips wordt voorgesteld als de legitieme erfgenaam in een lange lijn van heersers, die zou teruggaan tot de Val van Troje.

## Realisatie
Er werd niet getalmd met de realisatie van het handschrift. Wauquelin begon in 1446 met de vertaling en stuurde in februari 1447 al een proefexemplaar ter goedkeuring naar de hertog in Brugge. Dat de hertog er spoed achter wilde zetten en de zaak van dichtbij opvolgde blijkt uit het feit dat de bode, Josse Hanotiau, slechts vijf dagen hoefde te wachten op de goedkeuring en toen al kon terugkeren naar Bergen, waar Wauquelin verbleef. Tegen 1448 was de vertaling klaar en was het eerste van de drie volumes in boekschrift afgewerkt door de kopiist Jacotin du Bois. Uit de hertogelijke rekeningen blijkt dat Wauquelin in 1448 betaald werd voor zijn vertaling van de Chroniques de Hainaut maar tegelijk ook voor de vertaling in proza van het werk over 'Girart de Roussillon' en een 'Histoire d’Alixandre'. Wauquelin werd op 7 mei 1447 aangesteld tot kamerheer van de hertog. De definitieve betaling volgde in 1448. De kopiisten werden betaald tot in 1453 en de verluchting werd pas beëindigd in 1468.
De verluchting van het werk, die niet gesuperviseerd werd door Wauquelin, begon ongetwijfeld zodra de eerste katernen klaar waren,  maar spijtig genoeg zijn daarvan geen rekeningen bewaard gebleven. Algemeen wordt aangenomen dat de frontispice met de opdrachtminiatuur van het eerste volume van de Chroniques de Hainaut door Rogier van der Weyden werd geschilderd. Voor de overige veertig miniaturen van het eerste volume werd beroep gedaan op meerdere miniaturisten, onder wie Jean Dreux die de leiding over het werk waarnam, de Meester van Guillebert de Mets en de Manselmeester. Dit werk begint met de Val van Troje en loopt tot de inname van Valenciennes na de bekering van Constantijn. Kren en Mc.Kendrick citeren nog een achttal andere miniaturisten, de toeschrijving is dus zeker nog niet eenduidig. Jean Dreux krijgt vanaf 1448 een regelmatig inkomen toegewezen en wordt in oktober 1449 benoemd tot kamerdienaar.
Het tweede volume werd na 1455 verlucht door Willem Vrelant en behandelt de geschiedenis tot de elfde eeuw; het bevat zestig miniaturen. De betrokkenheid van Vrelant blijkt uit de hertogelijke rekeningen.
In het derde volume dat de geschiedenis van het graafschap tot aan de dood van Johanna van Constantinopel in 1244 behandelde werden 22 minaturen geschilderd door Loyset Liédet.

## De opdrachtminiatuur

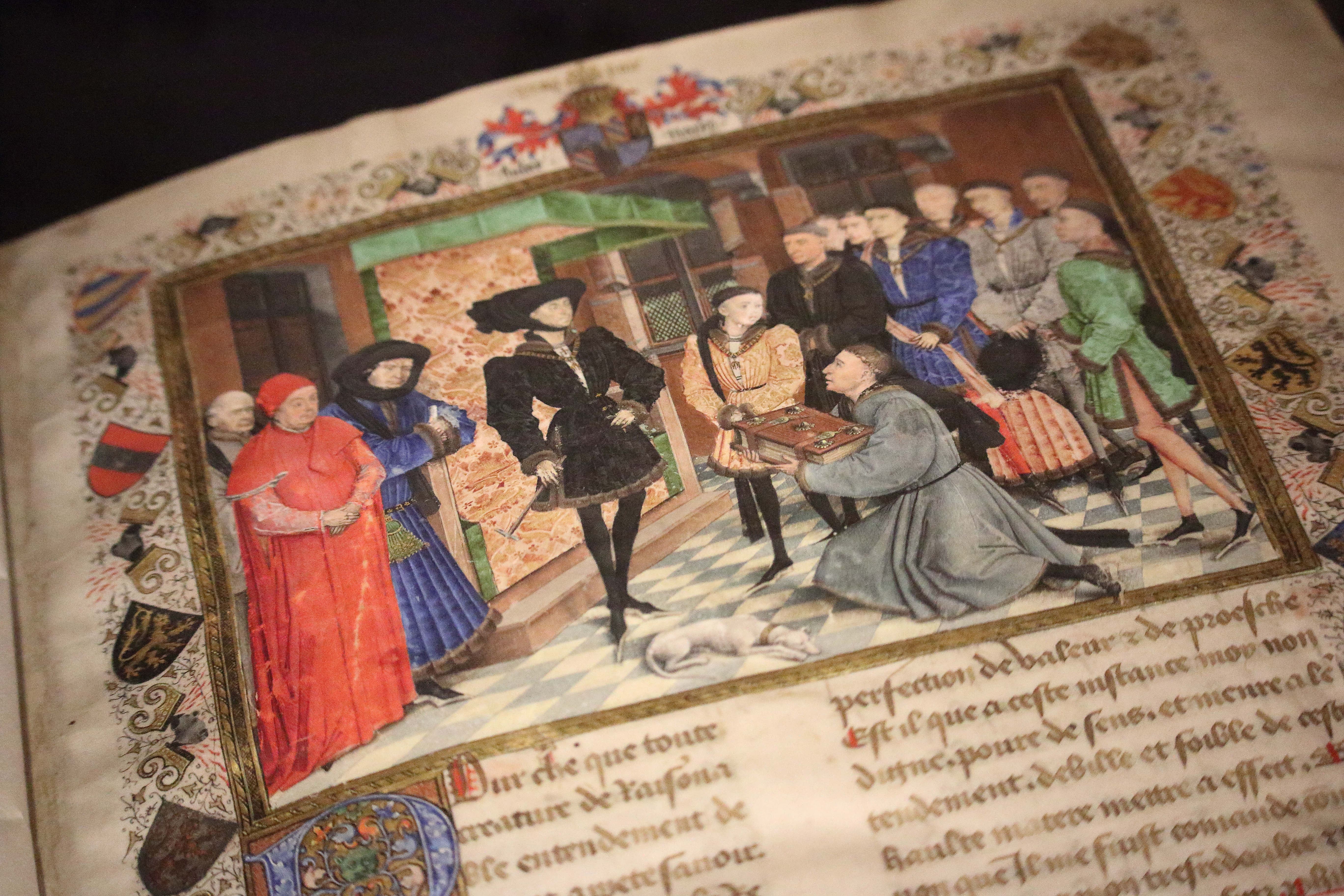
Opdrachtminiatuur, KBR Museum

De opdrachtminiatuur in het eerste volume werd waarschijnlijk geschilderd omstreeks 1446-1447 door Rogier van der Weyden. Er is geen documentair bewijs dat Rogier de miniatuur maakte, maar de stijl van het werk verwijst volgens de meeste kunsthistorici zeer duidelijk naar Van der Weyden. Verschillende van de personages op de miniatuur werden ook door Rogier van der Weyden geportretteerd, wat toelaat de portretten te vergelijken met de miniatuur. Dit was onder meer het geval voor Filips de Goede zelf, voor kanselier Nicolas Rolin (de man in het blauw rechts van Filips) die ook geportretteerd werd op Het laatste Oordeel in het Hôtel-Dieu in Beaune en voor bisschop Jean Chevrot (in het rood naast Rolin) die voorkomt op de triptiek van de Zeven Sacramenten. Ook het eerste portret van de hertog, waarvan alleen kopieën bewaard zijn, moet geschilderd zijn voor de miniatuur.
De miniatuur fungeert als een groepsportret van Filips de Goede met zijn hofraad. Naast de hertog zien we zijn zoon, de latere Karel de Stoute, die toen ongeveer 14 jaar oud moet geweest zijn. Over de persoon achter Nicolaas Rolin en Jean Chevrot lopen de meningen uiteen. Pascal Schandel meent dat het zou kunnen gaan om Guy Guilbaut, Deze identificatie is niet gebaseerd op een portret of een notitie maar op deductie. Guilbaat was een oudgediende van de hertogen; hij diende al onder Filips de Stoute en Jan zonder Vrees en was onder Filips de Goede opgeklommen tot schatbewaarder van de Orde van het Gulden Vlies, gouverneur-generaal van Financiën en uiteindelijk tot eerste meester van de Rekenkamer van Rijsel. Met hem erbij, bevonden zich naast Filips de gezagsdragers van de geestelijke, de politieke en de financiële macht.
Aan de linkerzijde van de hertog zien we, naast zijn zoon, een aantal ridders; van zeven van de acht kan men zien dat zij lid zijn van de Orde van het Gulden Vlies. De ridders lijken allemaal een beetje op elkaar; het was dus blijkbaar niet de bedoeling om bepaalde personen te portretteren maar eerder om een voorstelling van de andere deelnemers aan de hofraad weer te geven namelijk de vertegenwoordigers van de ridderstand.

## De schenker
Normalerwijze wordt in een opdrachtminiatuur het boek door de schrijver, in dit geval vertaler, aangeboden aan de opdrachtgever. Op basis daarvan gaat men er meestal van uit dat de geknielde man op de miniatuur Jean Wauquelin was. Maar dit wordt door sommigen in twijfel getrokken voor dit bijzonder geval. Wauquelin schreef zelf in zijn proloog: 'van welke vertaling de eerbiedwaardige en wijze Symon Nockart de oorzaak was'. Bovendien lijkt de schenker in de miniatuur van Van der Weyden niet op de schenkers die afgebeeld worden in de 'Girart de Roussillon' en de 'Histoire d’Alixandre' die wel de naam van Wauquelin bevatten zij het in de Alixandre als acrostichon. Nochtans lijken de afbeeldingen van Filips de Goede, Nicolas Rolin en Jean Chevrot wel op elkaar in de diverse miniaturen, wat toelaat te veronderstellen dat de miniaturist wel gelijkende portretten kon schilderen. Schandel meent dan ook dat het best mogelijk is dat de geknielde schenker Symon Nockart is, de man die door Wauquelin in zijn proloog genoemd werd.